# Компаниец, Лидия Александровна
Лидия Александровна Компаниец (27 февраля [12 марта] 1914, Григоровка, Таврическая губерния — 30 декабря 2003, Киев) — советский и украинский библиотековед (по профессии), поэтесса и сценаристка, Член Союза писателей СССР (1952—91).

## Биография
Родилась 12 марта 1914 года в Ново-Григорьевке. После окончания средней школы переехала в Ленинград и поступила в библиотечный техникум, где ей было присвоена профессия библиотековеда, хотя она по профессии не работала. Начиная с 1935 года началась её литературная деятельность — поначалу она печаталась в газетах Киева, Ленинграда и Москвы. Начиная с 1949 года она начала печатать стихи для детей, одновременно с этим написала ряд сценариев к кинофильмам и мультфильмам.
Скончалась 30 декабря 2003 года в Киеве.

## Фильмография

### Сценаристка
- 1953 — Судьба Марины
- 1956 — Когда поют соловьи
- 1957 — Почему ушёл котёнок
- 1961 — Годы девичьи